# 相川 (大阪市)
相川（あいかわ）は、大阪府大阪市東淀川区にある町名。現行行政地名は相川一丁目から相川三丁目。

## 地理
東淀川区の北東部に位置し、北西部で安威川を介して吹田市に接する。神崎川と安威川に挟まれた合流部に位置し、東側の境界に番田水路が流れる。
東で井高野、北江口、南で小松、西で吹田市南高浜町に接し、それぞれと道路橋が架かっている。

### 河川
- 神崎川
- 安威川
- 番田水路

## 歴史
もとは西成郡江口村、小松村、西大道村、南大道村、北大道村の各一部。
- 1889年4月1日 町村制施行により、西成郡中島村大字江口・小松、大道村大字西大道・南大道・北大道の各一部となる。
- 1925年4月1日 大阪市第二次市域拡張により、東淀川区江口町、小松町、西大道町、南大道町、北大道町の各一部となる。
- 1931年 相川町1 - 3丁目、相川北通1 - 2丁目、相川中通1 - 2丁目、相川南通1 - 2丁目の町名を起立。
- 1980年 相川1 - 3丁目の現行行政地名を実施。

## 世帯数と人口
2019年（平成31年）3月31日現在の世帯数と人口は以下の通りである。
| 丁目       | 世帯数    | 人口    |
| ---------- | --------- | ------- |
| 相川一丁目 | 589世帯   | 1,101人 |
| 相川二丁目 | 1,152世帯 | 1,674人 |
| 相川三丁目 | 574世帯   | 957人   |
| 計         | 2,315世帯 | 3,732人 |

### 人口の変遷
国勢調査による人口の推移。
| 1995年（平成7年）  | 4,226人 | [ 6 ]  |  |
| 2000年（平成12年） | 4,075人 | [ 7 ]  |  |
| 2005年（平成17年） | 3,630人 | [ 8 ]  |  |
| 2010年（平成22年） | 3,726人 | [ 9 ]  |  |
| 2015年（平成27年） | 3,631人 | [ 10 ] |  |

### 世帯数の変遷
国勢調査による世帯数の推移。
| 1995年（平成7年）  | 2,190世帯 | [ 6 ]  |  |
| 2000年（平成12年） | 2,340世帯 | [ 7 ]  |  |
| 2005年（平成17年） | 2,006世帯 | [ 8 ]  |  |
| 2010年（平成22年） | 2,132世帯 | [ 9 ]  |  |
| 2015年（平成27年） | 2,102世帯 | [ 10 ] |  |

## 事業所
2016年（平成28年）現在の経済センサス調査による事業所数と従業員数は以下の通りである。
| 丁目       | 事業所数  | 従業員数 |
| ---------- | --------- | -------- |
| 相川一丁目 | 19事業所  | 156人    |
| 相川二丁目 | 109事業所 | 679人    |
| 相川三丁目 | 37事業所  | 866人    |
| 計         | 165事業所 | 1,701人  |

## 交通

### 鉄道
- 阪急電鉄
  - 京都本線 相川駅

### 道路
- 大阪府道151号相川停車場線

## 施設
- 大阪成蹊大学
- 大阪成蹊短期大学
- 大阪成蹊女子高等学校
- 大阪高等学校
- 東淀川相川郵便局

## その他

### 日本郵便
- 〒533-0007[3]（集配局：東淀川郵便局[12]）